# Prasinocyma turlini
Prasinocyma turlini là một loài bướm đêm trong họ Geometridae.